# Moritz Schäpsmeier
Moritz Schäpsmeier (* 25. September 1984 in Minden) ist ein ehemaliger deutscher Handballspieler und heutiger Trainer. Er spielte in der Bundesliga meist im rechten Rückraum oder auf Rechtsaußen.
Schon seit seiner frühesten Jugend spielte Schäpsmeier für GWD Minden. Für die Junioren-Nationalmannschaft bestritt er 33 Spiele. 2004 wurde er mit der Mannschaft Europameister. Für die Nationalmannschaft bestritt Schäpsmeier zwei Länderspiele, in denen er zwei Tore warf.
Ab der Saison 2010/11 stand Schäpsmeier für zwei Jahre beim TV Großwallstadt unter Vertrag. In der Saison 2012/13 lief er für den SC Magdeburg auf, wechselte aber zur Saison 2013/14 zurück zu GWD Minden, wo er im Sommer 2017 seine Karriere beendete und bei der 2. Mannschaft seinen ersten Trainerjob bis 2022 übernahm.